# Starbrook
Starbrook ist ein Teleskop des British National Space Centre (BNSC) auf dem Mount Olympos, Zypern. Das System ist auf die Beobachtung des erdnahen Orbits (Low-Earth Orbit LEO) bis 2000 km ausgelegt.
Das Starbrook wide-field-Teleskop wurde 2006 errichtet und arbeitet mit einem noch im Versuchsstadium befindlichen Sensor zur Detektion von irdischen Objekten im erdnahen All. Das System kann sogenannte GEO-Objekte bis zu einer Größe von 1,5 Metern Durchmesser erkennen. Es verfügt über eine Blende mit einem Durchmesser von 10 cm, die ein Bildfeld von 10° × 6° abdeckt und an einen CCD-Bildsensor von 4008 mal 2672 Pixeln gekoppelt ist. Damit können hochaufgelöste Bilder erzeugt werden, die die Identifizierung von verschiedenen Objekten zulassen (Satelliten, Sonden, Weltraumschrott, Meteoriten). Die gewonnenen Daten werden auch von der Royal Air Force ausgewertet.
Mit weiteren ähnlichen europäischen Teleskopen ist Starbrook Teil der ESA European Coordination Group on Space Debris. Seine Mitglieder sind neben der BNSC, die französische CNES, das deutsche DLR und die ESA.